# 池田勝志
池田 かつし（いけだ かつし、1961年5月24日 - ）は日本の俳優。元エクラン社、現 松竹撮影所俳優部所属。身長178cm。血液型B型。

## 概要
主に時代劇やサスペンスドラマに脇役として出演している。
悪人役、刑事役が多いが、その他幅広い役をこなす。

## 出演

### 映画
- 恋・極道
- さくや妖怪伝
- 御法度
- どら平太
- あずみ
- パッチギ
- 男達の大和

### テレビドラマ
- 十三人の刺客（1990年、フジテレビ）
- 月影兵庫あばれ旅第2シリーズ 第1話「江戸で悪を斬る!」（1990年、テレビ東京・松竹）
- 鬼平犯科帳
- 八丁堀捕り物ばなし
- 盤嶽の一生
- 剣客商売 第5シリーズ 第8話「鰻坊主」 - 浪人
- 御家人斬九郎
- 必殺仕事人2009
- 月曜ドラマスペシャル
- 火曜サスペンス劇場
- 金曜エンタテイメント
- 土曜ワイド劇場
- 夜桜お染
- 鬼平犯科帳スペシャル 一寸の虫
- 連続テレビ小説・わろてんか（2017年、NHK）
- 鬼平犯科帳 SEASON1 本所・桜屋敷（2024年1月8日、時代劇専門チャンネル）

### バラエティ・情報番組
- ニンゲン観察バラエティ モニタリング  太秦で時代劇ショーをしていたら・・・ 2016年
- ダラケ! 〜お金を払ってでも見たいクイズ〜 2019年1月31日、BSスカパー!） 〜時代劇役者ダラケ〜 ゲストパネラー

### オリジナルビデオ
- 新第三の極道4、5、9
- 野望の軍団3、4
- 首領への道2、5、6 - 島田組組員 今西
- 実録・関東やくざ戦争 修羅の盃（2003年）
- 日本暴力地帯
- キタの帝王
- くノ一忍法伝
- KYOTO BLACK2 黒の純情（2015年）

### コマーシャル
- 味の素
- 土佐鶴
- 近鉄アーバンライナー